# Transportation Security Administration

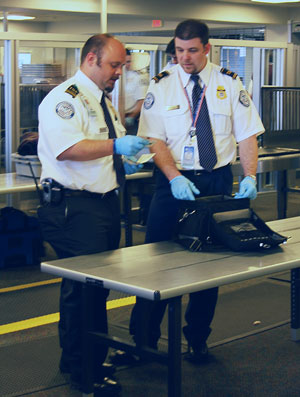
Säkerhetskontroll vid Logan International Airport, Boston.

Transportation Security Administration (TSA) är en amerikansk federal myndighet under departementet för inrikes säkerhet med ansvar för säkerheten i alla former av transporter. TSA skapades av kongressen efter terroristattackerna 11 september 2001 och var ursprungligen under transportdepartement, men flyttades till säkerhetsdepartementet när detta skapades 25 november 2002. Bland TSA:s anställda finns tusentals sky marshals och cirka 45 000 säkerhetskontrollanter. 